# Tribu de Gad

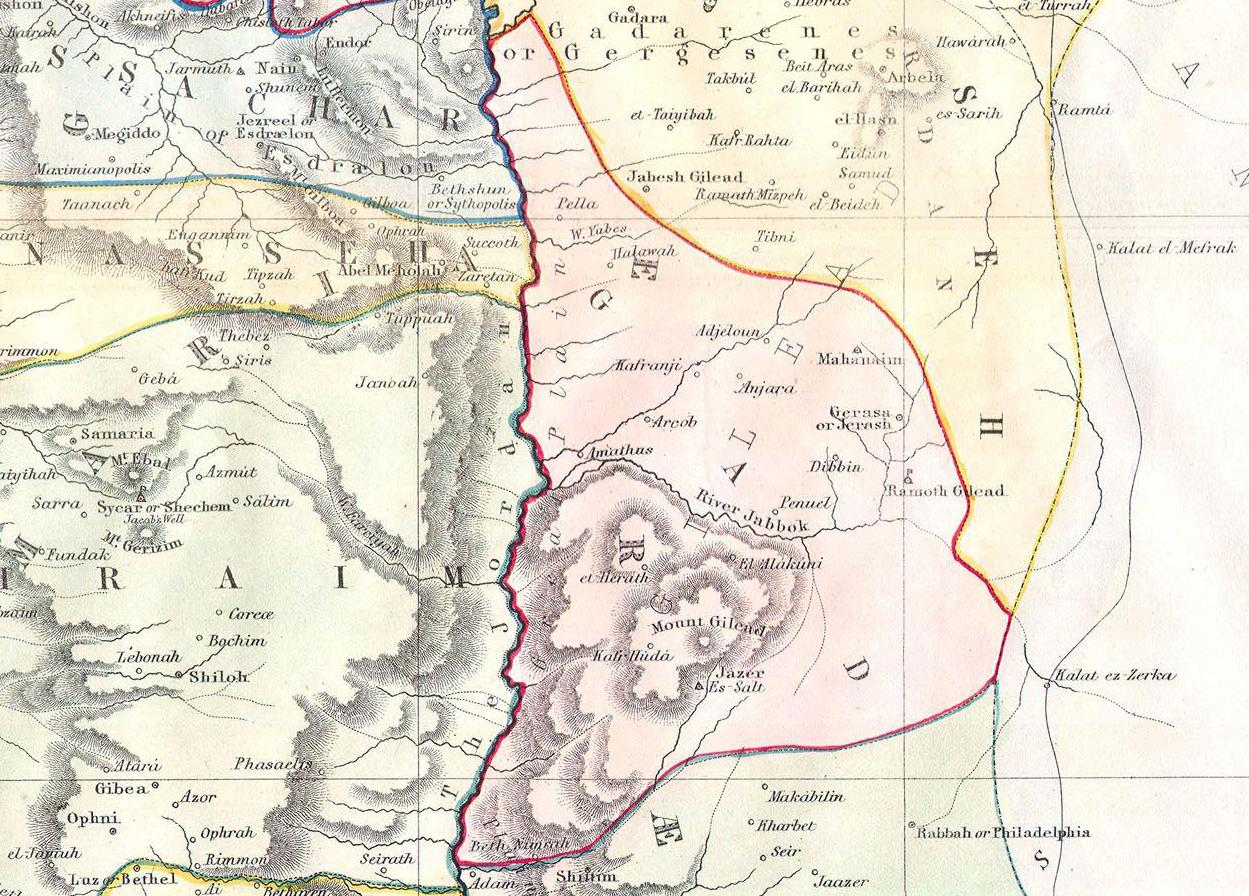
Territorio de Gad en un mapa de 1852

Según la Biblia, la «tribu de Gad» (en hebreos גָּד Gāḏ=«soldado» o «suerte») fue una de las Doce tribus de Israel que, tras el Éxodo de Egipto, se asentó en el lado oriental del río Jordán. Es una de las diez tribus perdidas.

## Narrativa bíblica
Después de la conquista de la tierra por Josué hasta la formación del primer Reino de Israel en c.1050 a. C., la tribu de Gad formaba parte de una confederación laxa de tribus israelitas. No existía un gobierno central y, en tiempos de crisis, el pueblo estaba dirigido por líderes ad hoc conocidos como jueces (véase el Libro de los Jueces). En el Primer Libro de Samuel, el rey Nahas de Amón aparece de repente como el atacante de Jabes de Galaad, que se encontraba fuera del territorio que reclamaba. Tras someter a los ocupantes a un asedio, la población buscó condiciones para la rendición, y Nahash les dijo que tenían la opción de la muerte (por la espada) o que les sacaran los ojos derechos. La población obtuvo siete días de gracia de Nahash, durante los cuales se les permitiría buscar ayuda de los israelitas, después de lo cual tendrían que someterse a los términos de la rendición. Los ocupantes buscaron la ayuda del pueblo de Israel, enviando mensajeros por todo el territorio, y Saúl, un pastor en ese momento, respondió levantando un ejército que derrotó decisivamente a Nahash y sus cohortes en Bet-ezel.
Los términos extrañamente crueles dados por Nabucodonosor para la rendición fueron explicados por Josefo como la «práctica habitual» de Nabucodonosor. Una explicación más completa salió a la luz con el descubrimiento de los Rollos del Mar Muerto: aunque no está presente ni en la Septuaginta ni en el texto masorético, se encontró un pasaje introductorio, que precede a esta narración, en una copia de los Libros de Samuel entre los rollos encontrados en la Cueva 4 de Qumrán:

[N]ahash, rey de los amonitas, presionaría duramente a los descendientes de Gad y a los descendientes de Rubén y les sacaría el ojo derecho a todos, pero no se proporcionaría ningún res(catador) a Israel y no quedaría nadie entre los hijos de Israel en el Tr(ans Jordán) a quien Nahash, el rey de los amonitas, no le hubiera sacado el ojo derecho, pero he(aquí) siete mil hombres (escaparon del poder de) los amonitas y llegaron a (Ya)besh Galaad. Aproximadamente un mes después, Nahash el amonita subió y sitió a Jabesh-Galaad.

Con el aumento de la amenaza de las incursiones filisteas, las tribus israelitas decidieron formar una monarquía centralizada fuerte para hacer frente al desafío, y la tribu de Gad se unió al nuevo reino con Saúl como primer rey. Tras la muerte de Saúl, todas las tribus, excepto la de Judá, permanecieron leales a la Casa de Saúl, pero tras la muerte del hijo de Saúl, Isboset, sucesor al trono de Israel, la tribu de Gad se unió a las otras tribus israelitas del norte para convertir al rey de Judá, David, en el rey de un Reino de Israel reunificado. Sin embargo, con el ascenso al trono del nieto de David, Roboam, en el año 930 a. C. aproximadamente, las tribus del norte se separaron de la dinastía davídica y de la tribu de Saúl, Benjamín, para reformar Israel como el Reino del Norte. Gad fue miembro del Reino del Norte hasta que el reino fue conquistado por Asiria en c. 723 a. C. y la población fue deportada.
Desde entonces, la tribu de Gad ha sido considerada una de las Diez tribus perdidas de Israel.
En Crónicas 5:11-17 se establece una genealogía de los «hijos de Gad».

### Territorio tribal

Mapa de las tribus de Israel, con Gad sombreado en verde, en el este

Tras la conquista de Canaán por las tribus israelitas alrededor del año 1200 a. C., Josué repartió la tierra entre las doce tribus. Sin embargo, en el caso de las tribus de Gad, Rubén y la mitad de la Manasés, Moisés les asignó tierras en el lado oriental del río Jordán y el mar Muerto (13:24-28). A la tribu de Gad se le asignó la región central de las tres, al este de la tribu de Efraín y al oeste de Manasés, aunque la ubicación exacta es ambigua.
La frontera era Jazer, y todas las ciudades de Galaad, y la mitad de la tierra de los hijos de Ammón, hasta Aroer, que está delante de Rabá; y desde Hesbón hasta Ramat-mizpe, y Betonim; y desde Mahanaim hasta la frontera de Lidbir y en el valle, Bet-aram, Bet-nimra, Sucot y Zafón, el resto del reino de Sijón, rey de Hesbón, siendo el Jordán su frontera, hasta el extremo del mar de Galilea más allá del Jordán hacia el este».
Entre las ciudades mencionadas en 32:34 como que en algún momento habían sido parte del territorio de la tribu de Gad se encontraban Ramot, Jazer, Aroer, y Dibón, aunque algunas de estas están marcadas en 13:15-16 como pertenecientes a la Tribu de Rubén.
La ubicación nunca estuvo a salvo de invasiones y ataques, ya que al sur estaba expuesta a los moabitas, y al igual que las otras tribus al este del Jordán, estaba expuesta al norte y al este a Aram-Damasco y más tarde a los asirios.

## Evidencia arqueológica
Gad se menciona en la Estela de Mesa (ca. 840 a. C.), donde el rey moabita Mesha se jacta de su conquista de Atarot (muy probablemente Jirbat Ataruz): «Y los hombres de Gad habitaron en la tierra de Atarot desde tiempos antiguos, y el rey de Israel fortificó Atarot». También Mesha llama a su padre «Chemos-gad, rey de Moab, el dibonita», lo que indica que Dibón ya era un importante asentamiento moabita desde hacía mucho tiempo (su padre había sido rey durante treinta años antes que él). Esto demuestra que a mediados del siglo IX a. C. los moabitas todavía reconocían a Gad como una tribu separada y como parte del reino de Israel, pero llevaban mucho tiempo empujándolos hacia el norte (con Dibón tomada aparentemente en el siglo X a. C.).

## Origen

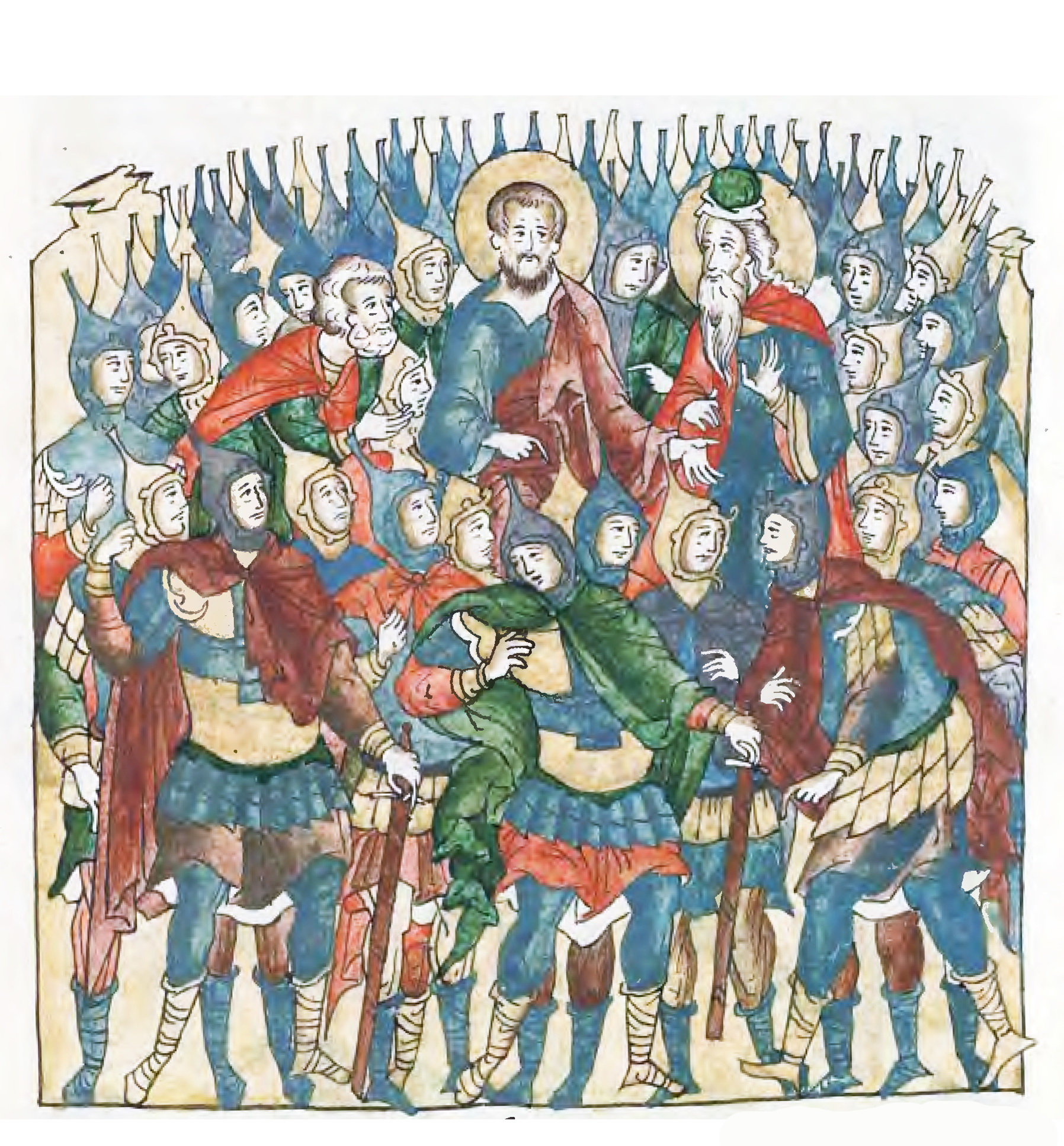
Moisés contando a los parientes de Gad

Según la Torá, la tribu estaba formada por descendientes de Gad, el séptimo hijo de Jacob, de quien tomó su nombre. Sin embargo, algunos eruditos bíblicos también consideran esto como una «posdicción», una metáfora epónima que proporciona una etiología de la conexión de la tribu con otras de la confederación israelita. En el relato bíblico, Gad es uno de los dos descendientes de Zilpah, una sirvienta de Jacob, siendo el otro descendiente Aser; los eruditos ven esto como una indicación de que los autores consideraban que Gad y Aser no eran de origen totalmente israelita (por lo tanto, descendientes de sirvientas en lugar de pleno derecho). sirvienta de Jacob, siendo el otro descendiente Asher; los eruditos ven esto como una indicación de que los autores consideraban que Gad y Asher no eran de origen totalmente israelita (por lo tanto, descendientes de sirvientas en lugar de esposas de pleno derecho). Al igual que Asher, existe la posibilidad de que el nombre de la tribu derive de una deidad adorada por la tribu, y los eruditos creen que es probable que Gad haya tomado su nombre de la deidad «Gad», el dios semítico de la fortuna;
Al igual que Aser, los detalles geográficos de Gad son diversos y divergentes, con ciudades a veces indicadas como parte de Gad, y a veces como parte de otras tribus, y con límites inconsistentes, y con Gad a veces incluyendo a Gilead, con fronteras  inconsistentes. con Galaad a veces incluyendo Gad y otras veces no. Además, la Piedra de Moab aparentemente diferencia entre el reino de Israel y la tribu de Gad, diciendo que «los hombres de Gad habitaron en la tierra de Atarot desde tiempos antiguos, y el rey de Israel fortificó Atarot», presentando implícitamente a Gad como anterior a Israel en las tierras al este del Jordán. Ref. Enciclopedia Judía. Estos detalles parecen indicar que «Gad» era originalmente una tribu nómada que migraba hacia el norte, en una época en la que las otras tribus estaban bastante asentadas en Canaán. ref. «Jewish Encyclopedia»
En el relato bíblico, la presencia de Gad al este del Jordán se explica como una cuestión de que la tribu deseaba la tierra tan pronto como la vieron, antes incluso de que hubieran cruzado el Jordán con Josué y conquistado Canaán. La literatura rabínica clásica considera que esta elección del «otro lado» por parte de Gad es algo de lo que deberían culparse, y señala que, como se menciona en Eclesiastés, «el estómago lleno de los ricos les niega el sueño». Cuando llegaron al Jordán y vieron la fertilidad de la tierra, dijeron: «Un puñado de disfrute en este lado es mejor que dos en el otro» (Lev. R. 3:1). Sin embargo, debido a que cruzaron el río para ayudar a sus hermanos en la conquista de Palestina, al igual que Simeón cuando tomó su espada y luchó contra los hombres de Siquem, fueron considerados dignos de seguir a la tribu de Simeón en los sacrificios con motivo de la dedicación del Tabernáculo (Números Rabbah. 13. 19). Moisés fue enterrado en el territorio de Gad. Según algunos, Elías era descendiente de Gad (Génesis Rabbah 71). Las tribus de Gad y Rubén fueron las primeras en ir al exilio (Lamentaciones Rabbah 1:5).

## Destino
Aunque inicialmente formaba parte del Reino de Israel, según el relato bíblico parece que bajo Uzías y Jotam la tribu de Gad se unió al reino de Judá. Sin embargo, cuando Tiglatpileser III anexionó el reino de Israel alrededor de 733-731 a. C., Gad también fue víctima de las acciones de los asirios, y la tribu fue exiliada; en el Talmud, se describe a Gad, junto con la tribu de Rubén, como las primeras víctimas de este destino. La forma en que se llevó a cabo el exilio llevó a que se perdiera la historia posterior de la tribu, y según el Libro de Jeremías, sus antiguas tierras fueron (re)conquistadas por los amonitas. (ref. Jeremías 49:1)
Los judíos etíopes, también conocidos como Beta Israel, afirman descender de la tribu de Dan, cuyos miembros emigraron hacia el sur junto con miembros de las tribus de Gad, Aser, y Neftalí, al Reino de Kush, ahora Etiopía y Sudán, durante la destrucción del Primer Templo. Los igbo de Nigeria afirman descender de Gad a través de su hijo Eri, que también es el nombre de su primer rey.